# Kalvø
Kalvø is een Deens eiland in de Genner Bugt, aan de oostkust van Jutland, bij de Kleine Belt. Het eiland maakt deel uit van de parochie Øster Løgum, behorende tot de gemeente Aabenraa.